# زویا اختر
زویا اختر (انگلیسی: Zoya Akhtar؛ زادهٔ ۱۴ اکتبر ۱۹۷۲) کارگردان فیلم، فیلم‌نامه‌نویس اهل هند است که تاکنون ۴ مرتبه برندهٔ جایزهٔ فیلم‌فیر شده است. شبانه اعظمی مادرخواندهٔ اوست.
از فیلم‌هایی که او کارگردانی یا نویسندگی آنها را به‌عهده داشته‌است، می‌توان به خوشبختی تصادفی، زندگی روز به روزه، فیلم ناطق بمبئی، تلاش: پاسخ دروغ پنهان، پسر خیابان، بگذار قلب بتپد و آرچی‌ها اشاره نمود.
او همچنین در فیلم‌های خواسته دل و هدف دستیار کارگردان بود.